# Gaoshibei (köpinghuvudort i Kina, Hubei Sheng, lat 30,55, long 112,67)
Gaoshibei (kinesiska: 高石碑镇) är en köpinghuvudort i Kina. Den ligger i provinsen Hubei, i den centrala delen av landet, omkring 150 kilometer väster om provinshuvudstaden Wuhan. Antalet invånare är 40 784. Befolkningen består av 20 045 kvinnor och 20 739 män. Barn under 15 år utgör 12,0 %, vuxna 15-64 år 78 %, och äldre över 65 år 8,0 %.
Runt Gaoshibei är det tätbefolkat, med 530 invånare per kvadratkilometer. Trakten runt Gaoshibei består till största delen av jordbruksmark.
Genomsnittlig årsnederbörd är 1 225 millimeter. Den regnigaste månaden är maj, med i genomsnitt 180 mm nederbörd, och den torraste är december, med 15 mm nederbörd.